# پولوویه (سرزمین آلتای)
پولوویه (به لاتین: Polevoye) یک منطقهٔ مسکونی در روسیه است که در سرزمین آلتای واقع شده‌است.